# The Aquabats
The Aquabats jsou americká rocková hudební skupina, která vznikla v roce 1994 v Orange County v Kalifornii. Sestava kapely se v průběhu činnosti často měnila, jen zpěvák The MC Bat Commander (Christian Jacobs) a baskytarista Crash McLarson (Chad Larson) jsou jedinými stálými členy. Od roku 2006 s nimi dále hrají klávesista Jimmy the Robot (James Briggs), bubeník Ricky Fitness (Richard Falomir) a kytarista Eagle „Bones“ Falconhawk (Ian Fowles).
Mezi lidmi jsou známí pro své převleky a masky, při vystupování bývají oblečeni do kostýmu superhrdiny (podobně jako na úvodním obrázku). Jak podrobně vysvětlují na svých webových stránkách a na svých albech, kapela k těmto postavám rozvinula vlastní komplikovanou mytologii, podle které byli vyvoleni pro záchranu světa. Prvky této mytologie se odráží v živých vystoupeních kapely, kterážto jsou vlastně soubojem superhrdinů se zločinci či jinými netvory přímo na jevišti. Hudba kapely se v průběhu její kariéry neustále měnila, nejprve hrála surf rockově a punk rockově ovlivněné ska, než na počátku 21. století začala více využívat syntezátoru a přešla blíže ke stylům new wave a synthpop. Dnes kapela mísí právě styly new wave, synthpop, ska a rock.
Za dobu svého působení vydala skupina pět studiových alb, dvě EP a jednu kompilaci, objevila se však i na několika dalších kompilacích. Nejnovějším albem je Hi-Five Soup z roku 2011, které se umístilo na 181. pozici žebříčku Billboard 200. V březnu 2012 odstartoval televizní koncertní seriál The Aquabats! Super Show!.

## Diskografie

### Studiová alba
- The Return of the Aquabats (1996)
- The Fury of the Aquabats (1997)
- The Aquabats vs. the Floating Eye of Death! (1999)
- Charge! (2005)
- Hi-Five Soup (2011)

### EP a kompilační alba
- Myths, Legends, and Other Amazing Adventures, Vol. 2 (kompilace, 2000)
- Yo! Check Out This Ride! EP (2004)
- Radio Down! (2010)